# Виенски бал
Виенският бал (на немски: Wiener Opernball) се състои от цяла серия музикални представления и веселия продължаващи всяка година цял сезон във Виена – този на баловете.
Традиционно виенския бал започва на 11 ноември и завършва с началото на великденските пости според католическия календар. В рамките на музикалния сезон, т.е. в този отрязък от време се провеждат около 450 бала, като почти всяка професионална гилдия има своя по-голям или по-малък музикален празник. Сезонът включва известния бал на Хора на виенските момчета, на ловците, лекарите, адвокатите и други гилдии.
Историята на този станал традиционен за Виена, Европа, а и света музикален празник датира от двореца Хофбург през далечната 1814/5 г., където заседавал европейския концерт в известния виенски конгрес на великите сили.
През 1869 г. с откриването на сградата на Виенската опера, традиционният бал се пренася там.
В съвременната си форма, виенският бал се провежда от 26 януари 1935 г. и оттогава до днес събитието започва винаги в последния четвъртък на Фашинг (карнавалния сезон) преди началото на великденските пости по католическия календар. По време на Втората световна война виенски балове не се провеждат, както и през 1991 г. когато балът е отменен заради войната в Персийския залив.
Традиционно виенският бал се открива от президента на Австрия, който за музикалния сезон 2016/17 г. се очаква да е Норберт Хофер. На виенския бал винаги могат да се забележат едни от най-богатите и известни хора на планетата, първите от които през 21 век са основно китайци.
Обикновено в средата на виенския бал се пада Нова година, когато традиционно за всички хора по света се изнася новогодишен концерт на Виенската филхармония.